# Vainuto miškai
Vainuto miškai este o arie protejată (sit de importanță comunitară — SCI) din Lituania întinsă pe o suprafață de 5.789,54 ha, integral pe uscat.

## Localizare
Centrul sitului Vainuto miškai este situat la coordonatele 55°27′53″N 21°51′12″E / 55.4646°N 21.8532°E.

## Înființare
Situl Vainuto miškai a fost declarat sit de importanță comunitară în decembrie 2020 pentru a proteja 4 specii de animale.

## Biodiversitate
Situată în ecoregiunea boreală, aria protejată conține 10 habitate naturale: Pajiști cu Molinia pe soluri calcaroase, turboase sau argilos-nămoloase (Molinion caeruleae), Pajiști aluvionare boreale nordice, Fânețe de joasă altitudine (Alopecurus pratensis, Sanguisorba officinalis), Taiga vestică, Păduri caducifoliate bătrâne naturale hemiboreale fino-scandinave (Quercus, Tilia, Acer, Fraxinus sau Ulmus) bogate în specii epifite, Păduri fino-scandinave bogate în ierburi cu Picea abies, Păduri caducifoliate de mlaștină fino-scandinave, Păduri de stejar sau de stejar și carpen sub-atlantice și medio-europene de Carpinion betuli, Mlaștini împădurite, Păduri aluvionare cu Alnus glutinosa și Fraxinus excelsior (Alno-Padion, Alnion incanae, Salicion albae).
La baza desemnării sitului se află mai multe specii protejate de  nevertebrate (4): fluturele flitirar (Euphydryas maturna), fluturele purpuriu (Lycaena dispar), Phengaris teleius, Unio crassus.
Pe lângă speciile protejate, pe teritoriul sitului au mai fost identificate 4 specii de plante, 1 specie de pești.